# Кросс (округ, Арканзас)
Шаблон:StateAbbr_ 35°17′30″ пн. ш. 90°46′24″ зх. д. / 35.291666666667° пн. ш. 90.773333333333° зх. д.
Округ Кросс (англ. Cross County) — округ (графство) у штаті Арканзас. Ідентифікатор округу 05037.

## Історія
Округ утворений 1862 року.

## Демографія
За даними перепису
2000 року
загальне населення округу становило 19526 осіб, зокрема міського населення було 8140, а сільського — 11386.
Серед мешканців округу чоловіків було 9461, а жінок — 10065. В окрузі було 7391 домогосподарство, 5447 родин, які мешкали в 8030 будинках.
Середній розмір родини становив 3,07.
Віковий розподіл населення поданий у таблиці:
| Стать    | До 15 років | 15-21 | 22-29 | 30-39 | 40-49 | 50-65 | 65-85 | Понад 85 |
| -------- | ----------- | ----- | ----- | ----- | ----- | ----- | ----- | -------- |
| Чоловіки | 2265        | 1041  | 883   | 1302  | 1332  | 1558  | 983   | 97       |
| Жінки    | 2173        | 954   | 977   | 1395  | 1380  | 1598  | 1347  | 241      |

## Суміжні округи
- Пойнсетт — північ
- Кріттенден — схід
- Сент-Френсіс — південь
- Вудрафф — захід
- Джексон — північний захід

## Виноски
1. ↑  U.S. Decennial Census. United States Census Bureau. Архів оригіналу за 26 квітня 2015. Процитовано 25 серпня 2015.
2. ↑  Historical Census Browser. University of Virginia Library. Архів оригіналу за 16 серпня 2012. Процитовано 25 серпня 2015.
3. ↑  Forstall, Richard L., ред. (27 березня 1995). Population of Counties by Decennial Census: 1900 to 1990. United States Census Bureau. Архів оригіналу за 24 вересня 2015. Процитовано 25 серпня 2015.
4. ↑  Census 2000 PHC-T-4. Ranking Tables for Counties: 1990 and 2000 (PDF). United States Census Bureau. 2 квітня 2001. Архів оригіналу (PDF) за 18 грудня 2014. Процитовано 25 серпня 2015.
5. ↑  State & County QuickFacts. United States Census Bureau. Архів оригіналу за 9 липня 2011. Процитовано 20 травня 2014.(англ.) Наведено за англійською вікіпедією.
6. ↑  American FactFinder. Бюро перепису населення США. Архів оригіналу за 29 липня 2011. Процитовано 31 січня 2008.

| США | Це незавершена стаття з географії США. Ви можете допомогти проєкту, виправивши або дописавши її. |